# جسر لاغونا غارزون
جسر لاغونا غارزون (بالإنجليزية: Laguna Garzón Bridge)‏ هو جسر موجود في قرية غارزون، الأوروغواي اشتهر بشكله الدائري غير المعهود، تم تصميمه من قبل المعماري الأورغواني المشهور رافائيل فينولي، الشكل الدائري للجسر يجبر السائقين على تخفيف السرعة، كذلك يسمح للمشاة بالسير على جانبي الطريق ذات الاتجاه الواحد.
تم افتتاحه أمام حركة مرور المركبات في ديسمبر 2015 ويمكن أن يستوعب ما يصل إلى 1000 سيارة في اليوم

صور جوية للجسر الدائري الذي يعبر بحيرة غارزون
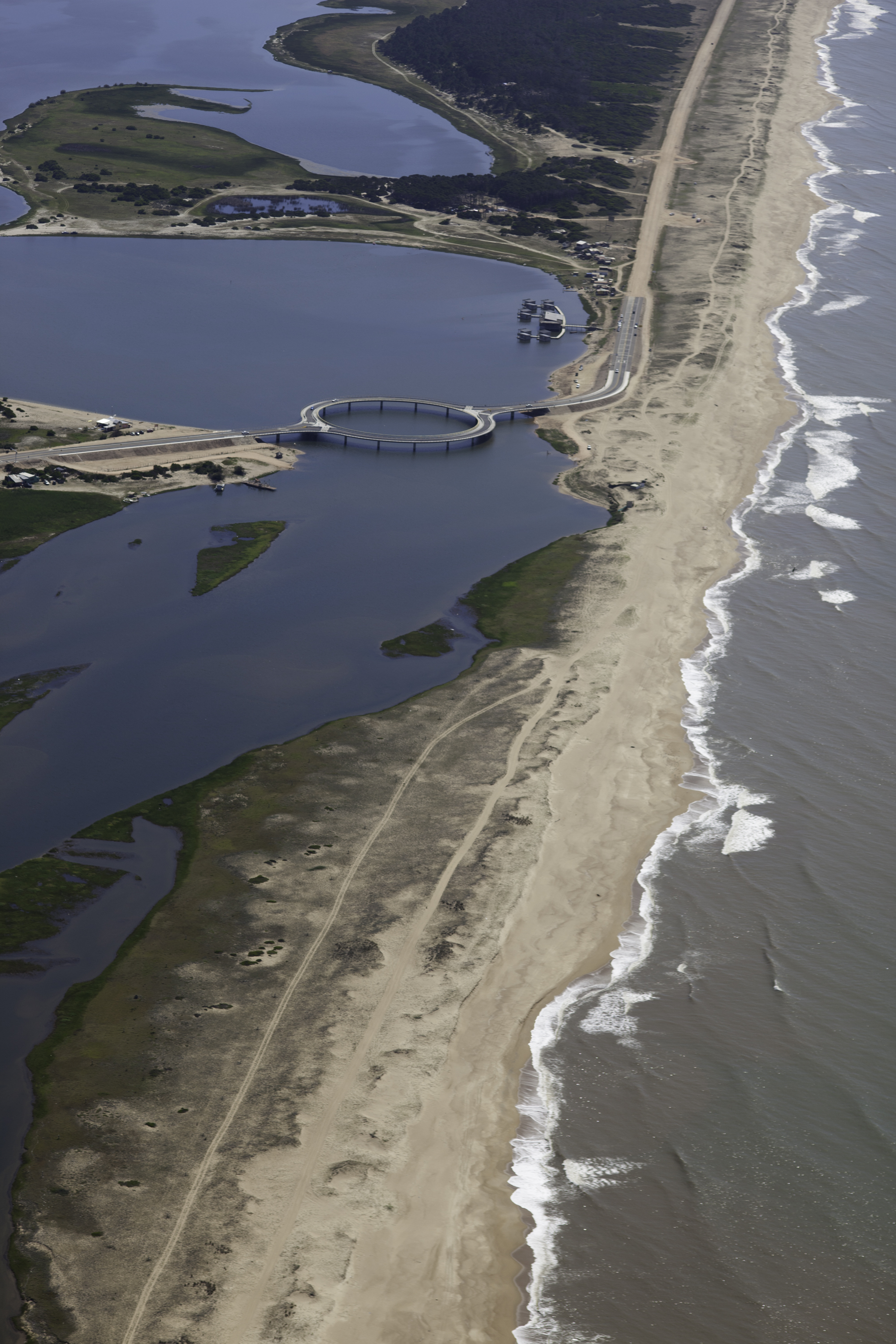
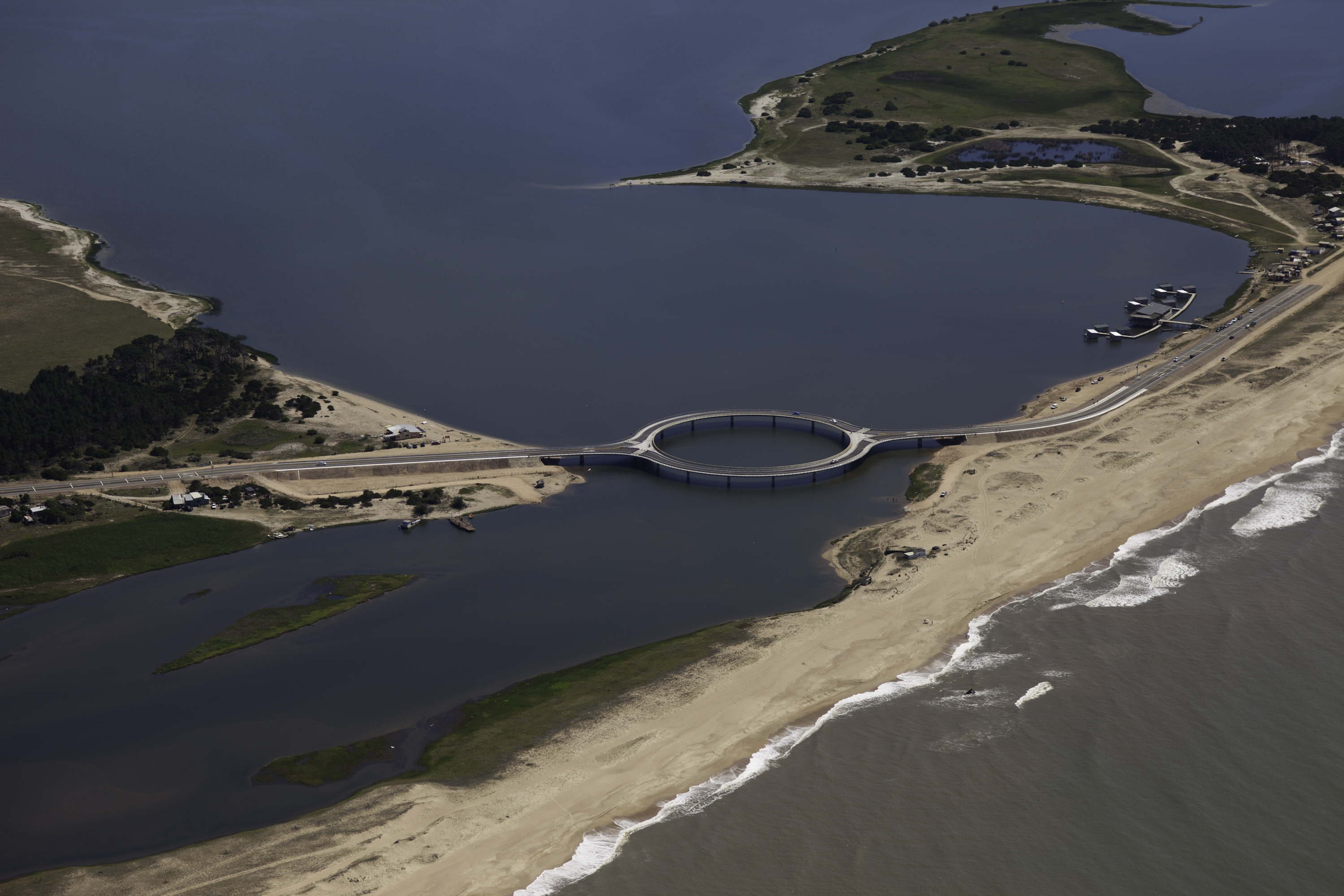
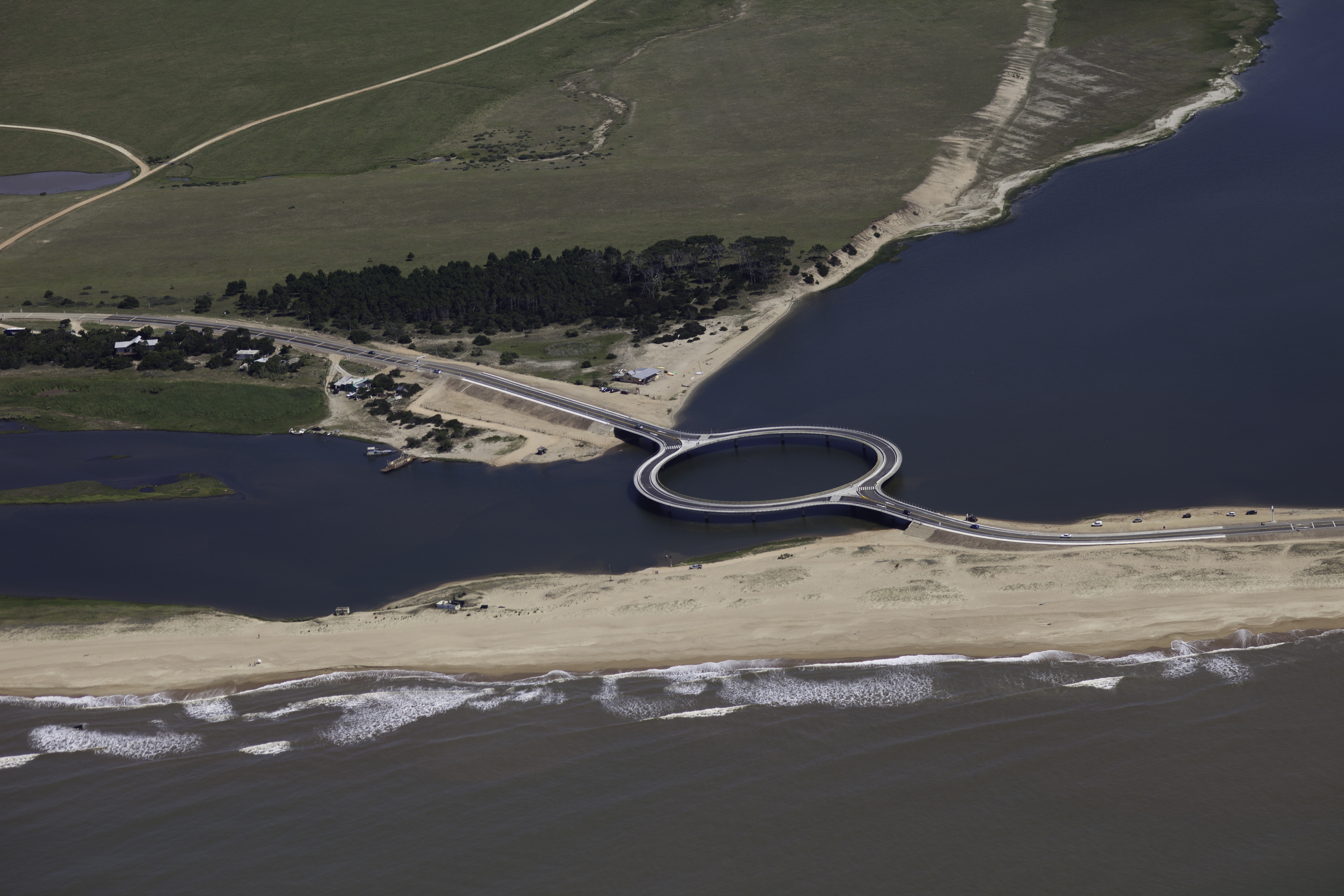
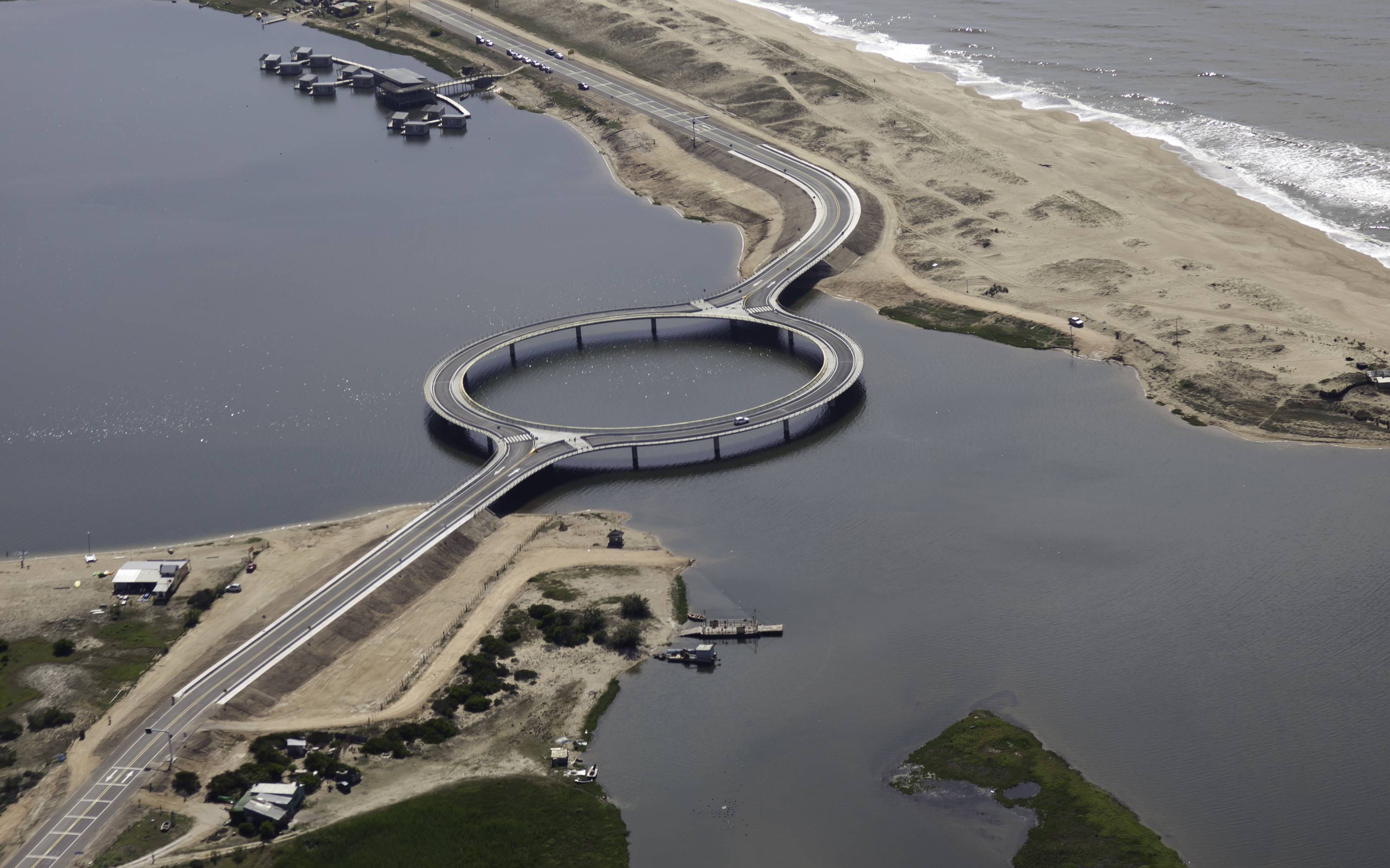